# 索契共和国
索契共和国（俄语：Сочинская республика）是1905年俄国革命时期在俄罗斯帝国索契建立的工人和农民社会主义自治政府，存在于1905年12月12日—25日。俄国社会民主工党巴统委员会和索契委员会参与领导起义。后来，哥萨克部队从海上登陆，镇压了起义。